# Beaumont (Yonne)
Beaumont ist eine französische Gemeinde mit 620 Einwohnern (Stand 1. Januar 2022) im Département Yonne in der Region Bourgogne-Franche-Comté; sie gehört zum Arrondissement Auxerre und zum Kanton Saint-Florentin.

## Bevölkerungsentwicklung
| Jahr      | 1962 | 1968 | 1975 | 1982 | 1990 | 1999 | 2007 |
| Einwohner | 428  | 496  | 468  | 447  | 514  | 529  | 540  |

## Sehenswürdigkeiten
- Kirche Sainte-Barbe (12. und 15. Jahrhundert)

## Persönlichkeiten
- Jean, Sire de Cheny, Besitzer Beaumonts
- Charles de Savoisy, Baron de Seignelay, kauft Beaumont 1394